# Mittlere Ödkarspitze
Mittlere Ödkarspitze – szczyt w paśmie Karwendel, w Alpach Wschodnich. Leży w Austrii, w kraju związkowym Tyrol, przy granicy z Niemcami. Drugi co do wysokości szczyt pasma Karwendel.
Pierwszego wejścia, 6 lipca 1870 r., dokonał Hermann von Barth.